# Resolutie 1338 Veiligheidsraad Verenigde Naties
Resolutie 1338 van de Veiligheidsraad van de Verenigde Naties werd unaniem door de Veiligheidsraad van de Verenigde Naties aangenomen op 31 januari 2001. De resolutie verlengde het VN-overgangsbestuur in Oost-Timor met een jaar.

## Achtergrond
Nadat Portugal zijn kolonies losgelaten had, werd Oost-Timor eind 1975 na een korte burgeroorlog onafhankelijk. Korte tijd later viel Indonesië het land binnen en brak een oorlog uit, waarna Oost-Timor werd ingelijfd. In 1999 stemde Indonesië in met een volksraadpleging over meer autonomie of onafhankelijkheid, waarop het merendeel van de bevolking voor de tweede optie koos.

## Inhoud
Het VN-overgangsbestuur in Oost-Timor, UNTAET, had stappen ondernomen om bestuursbevoegdheden te delegeren naar de Oost-Timorezen zelf. De onafhankelijkheid van het land moest tegen eind 2001 een feit zijn. Ook daarna zou een sterke internationale aanwezigheid noodzakelijk blijven.
Verder was men bezorgd om de vele vluchtelingen in West-Timor en hun veiligheid gezien de activiteiten van milities.
Eerdere resoluties over de situatie in Oost-Timor werden in herinnering geroepen, in het bijzonder 1272 (1999) en 1319
Het mandaat van UNTAET werd verlengd tot 31 januari 2002. Financiële instellingen en VN-fondsen en -programma's die steun hadden toegezegd, werden opgeroepen die te leveren. De internationale gemeenschap werd om steun gevraagd aan de creatie van het Oost-Timorese leger.
Verder moest de UNTAET hard optreden tegen de milities. Ook moesten tekortkomingen in de justitie van Oost-Timor worden opgelost, met name moesten degenen die verantwoordelijk waren voor zware misdaden sinds 1999, worden berecht. Ook de opleiding van de politie moest bespoedigd worden en voldoende middelen moesten worden aangetrokken om de politie en het justitiële te ontwikkelen.

## Verwante resoluties
- Resolutie 1272 Veiligheidsraad Verenigde Naties (1999)
- Resolutie 1319 Veiligheidsraad Verenigde Naties (2000)
- Resolutie 1392 Veiligheidsraad Verenigde Naties (2002)
- Resolutie 1410 Veiligheidsraad Verenigde Naties (2002)

Lijst ·  1335 ·  1336 ·  1337 ·  1338 ·  1339 ·  1340 ·  1341 ·  1342 ·  1343 ·  1344 ·  1345 ·  1346 ·  1347 ·  1348 ·  1349 ·  1350 ·  1351 ·  1352 ·  1353 ·  1354 ·  1355 ·  1356 ·  1357 ·  1358 ·  1359 ·  1360 ·  1361 ·  1362 ·  1363 ·  1364 ·  1365 ·  1366 ·  1367 ·  1368 ·  1369 ·  1370 ·  1371 ·  1372 ·  1373 ·  1374 ·  1375 ·  1376 ·  1377 ·  1378 ·  1379 ·  1380 ·  1381 ·  1382 ·  1383 ·  1384 ·  1385 ·  1386